# Place de la Carrière
Pour les articles homonymes, voir Carrière.
La place de la Carrière est une place de la ville-vieille de Nancy, édifiée à partir du XVIe siècle.

## Situation et accès
La place est située dans le prolongement de la célèbre place Stanislas, dont elle n'est séparée que par l'arc Héré et la rue Héré.
Elle appartient à cet ensemble urbain classique comprenant également la place Stanislas et la place d'Alliance, qui a été inscrit sur la liste du patrimoine mondial de l'Unesco en 1983.

## Origine du nom
Cette voie est ainsi nommée, parce que c'était l'endroit où se faisaient jadis les courses, tournois, jeux de bagues et autres exercices chevaleresques, où l'on se donnait carrière.

## Historique
Elle s'est appelée « rue Neuve » en 1551, « rue de la Carrière » en 1573, « rue Neuve de la Carrière » en 1600, « place de la Carrière » en 1760, « place de la République démocratique » en 1793, « rue de la Carrière » en 1839, « place Carrière » ou « la Carrière », à la fin du XIXe siècle, « place de la Préfecture », « place du Palais »[réf. nécessaire] avant de prendre sa dénomination actuelle.

### Évolution de la place

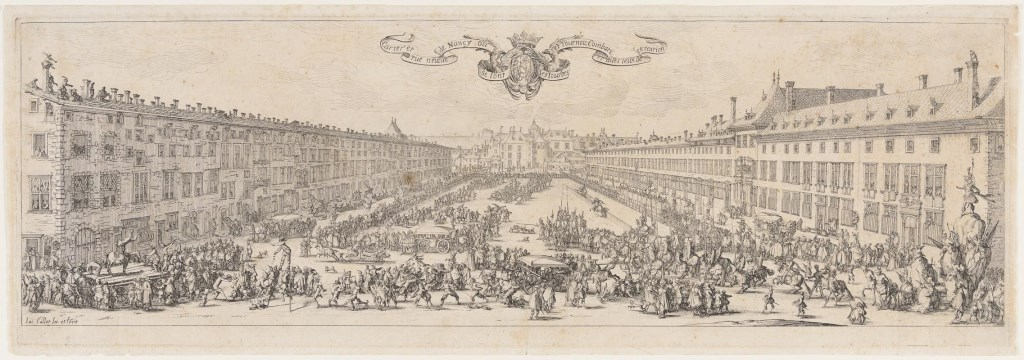
La carrière de Nancy, par Jacques Callot, 1627.

La place neuve de la Carrière est créée au XVIe siècle lors de l'agrandissement des fortifications de la ville médiévale, et les nobles de Nancy y firent édifier leurs hôtels particuliers. Dès sa création elle sera le lieu des tournois, joutes et autres activités équestres. 
Dès la fin du XVIe siècle, les occupants français percèrent une porte dans les remparts, la Porte Royale, pour créer un axe de communication vers la ville-neuve construite au sud, derrière les remparts. Au nord se situait une aile du palais des Ducs de Lorraine, aile détruite par le Duc Léopold désireux de se faire construire un nouveau Louvre qui ne sera jamais achevé.
Au sud-est sera édifié au début du XVIIIe siècle l'hôtel de Beauvau-Craon, actuellement cour d'appel, œuvre de Germain Boffrand.

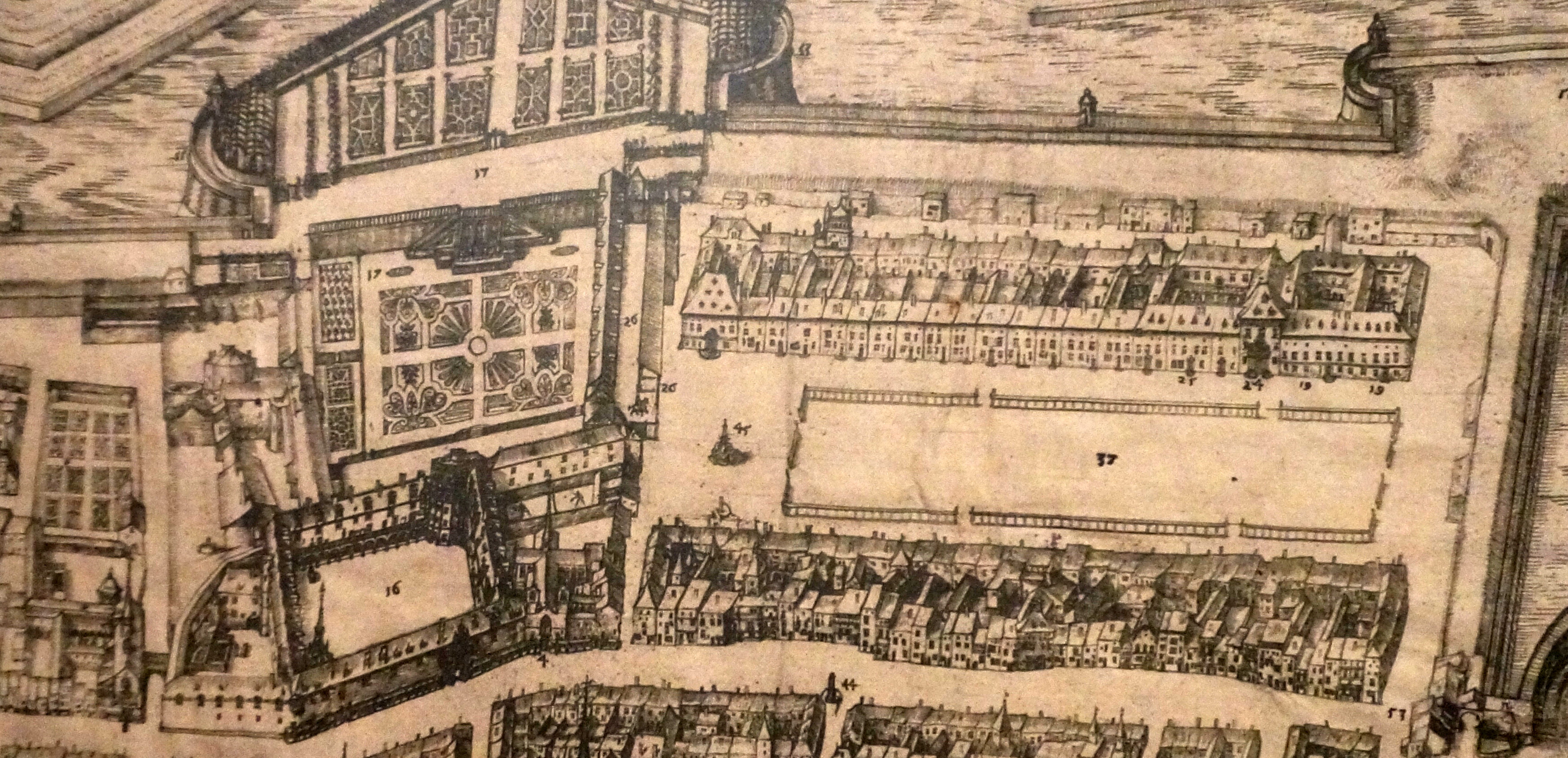
La place avant les créations de Stanislas Leszczynski.

Stanislas Leszczynski, récent monarque de Lorraine, décide de réunir la ville-vieille à la ville-neuve en réutilisant la Carrière, la Porte Royale, et une vaste esplanade qui deviendra la place Stanislas. Au nord, sur les ruines inachevées du nouveau Louvre de Léopold, est édifié le Palais de l'Intendance (actuel Palais du Gouvernement) entouré d'une large colonnade en hémicycle ornée de statues et bustes de dieux de l'Olympe, bordée de deux hôtels particuliers qui s'alignent avec ceux de la Renaissance, l'hôtel Héré et l'hôtel de Morvilliers, son symétrique, également appelé hôtel Guerrier de Dumast. Le palais du gouvernement, en référence au gouvernement français qui gérait de facto la Lorraine sous le règne de Stanislas Leszczynski, est souvent appelé à tort « palais du gouverneur ». 
Le long de la Carrière, sur les côtés est et ouest, les façades des hôtels particuliers Renaissance bordant la place ont été unifiées par Emmanuel Héré en style classique. Au sud, la porte Royale est reconstruite en arc de triomphe. Au sud-ouest, également dans un souci de symétrie classique est construite la bourse des marchands,, siège actuel du tribunal administratif de Nancy. Le bâtiment est la réplique de l'hôtel de Beauvau-Craon qui lui fait face. Au centre est aménagée une agréable esplanade, bordée d'orangers (aujourd'hui des tilleuls), de vases rocaille dus aux ciseaux de Mesny et Lépy, et aux angles sont disposées des fontaines représentant des groupes d'enfants.

## Représentations

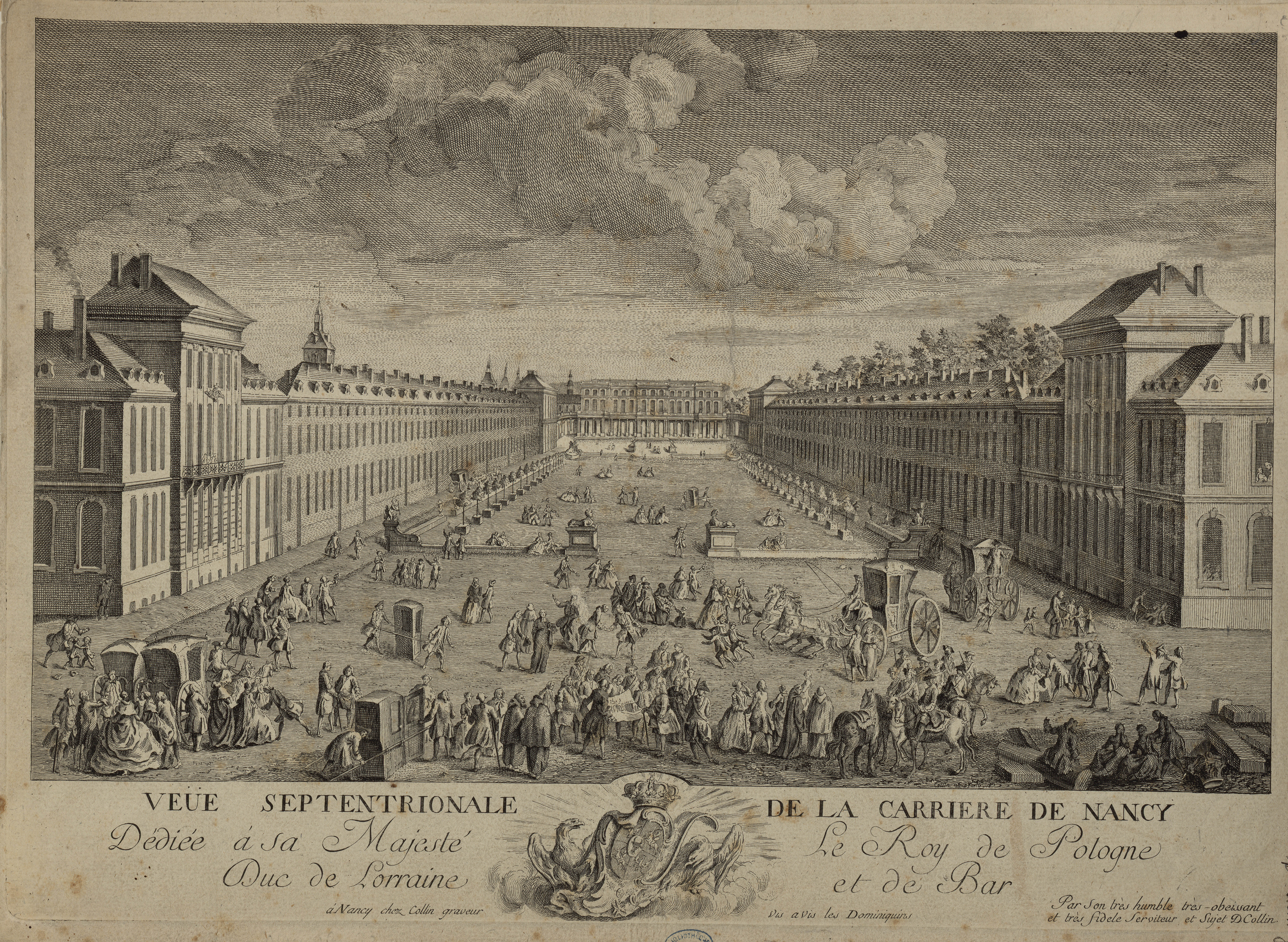
Gravure de « la Carrière » par Dominique Collin, 1758.

Jacques Callot réalise une eau-forte de la place sur laquelle les ajouts de 1605 sont bien visibles, notamment la clôture décidée par le Conseil de Ville qui permet de créer une scène de tournoi. Elle est visible au Musée lorrain de Nancy. 
Cette place est également visible sur le plan de la ville réalisé par Claude Mique en 1611. 
Dominique Collin, graveur ordinaire du roi Stanislas, est chargé de réaliser des vues de la ville de Nancy. En 1758, il propose deux vues de la place de la Carrière. La Vue septentrionale de la Carrière est dédiée à sa majesté roi de Pologne, duc de Lorraine et de Bar (c'est-à-dire Stanisłas Lesczinski), porte ses armoiries et le montre en train d'examiner les plans que lui présente l'architecte Emmanuel Héré. 
La Vue méridionale de la Carrière est dédiée à François-Timothée Thibault (lieutenant de police) ainsi qu'aux conseillers de la ville dont les portraits sont reconnaissables parmi les passants. Le graveur y a également ajouté les armoiries de la ville.

## Bâtiments remarquables et lieux de mémoire

### Monuments historiques
- L'arc Héré à l'entrée de la place et l'hémicycle ont été classés monuments historiques par un arrêté du 27 décembre 1923, et les sols avec leurs vases, statues, fontaines et grilles par un arrêté du 14 mai 2003[12].
- Le palais du gouvernement de Nancy ainsi que ses deux exèdres ont été classés monuments historiques par un arrêté du 27 décembre 1923, et les bâtiments annexes dans leur totalité ainsi que les cours ont été inclus dans le classement en 2005[13]. Propriété de l'armée pendant plus d'un siècle, le palais a été rétrocédé à la ville en 2010 afin d'être inclus dans l'ensemble immobilier du musée Lorrain.
- L'hôtel de Beauvau-Craon, actuellement cour d'appel de Nancy fait l'objet d'un classement au titre des monuments historiques depuis le 7 février 1924[14].
- L'ancienne bourse des marchands[6] (ancêtre de la chambre de commerce et d'industrie de Meurthe-et-Moselle), actuellement tribunal administratif de Nancy, fait l'objet d'un classement au titre des monuments historiques depuis le 5 juillet 1924[6],[15].
- L'hôtel Héré ou pavillon Héré fait l'objet d'un classement au titre des monuments historiques depuis le 24 mai 1928[16].
- no 26 immeuble à l'origine l'hôtel Brunehaut puis hôtel Courcol[17],[18],[19]

Toutes les façades et toitures des bâtiments de la place sont également protégés et inscrit au titre des monuments historiques par arrêté du 7 février 1925. Sur la place, sont notamment concernés :
- immeuble au no 3[20]
- immeuble au no 4[21]
- immeuble au no 6[22]
- immeuble au no 7[23]
- immeuble au no 8[24]
- immeuble au no 9[25]
- immeuble au no 10[26]
- immeuble au no 11[27]
- immeuble au no 12[28]
- immeuble au no 13[29]
- immeuble au no 14[30]
- immeuble au no 15[31]
- immeuble au no 16[32]
- immeuble au no 17[33]
- immeuble au no 18[34]
- immeuble au no 20[35]
- immeuble au no 21[36]
- immeuble au no 22[37]
- immeuble au no 23[38]
- immeuble au no 24[39]
- immeuble au no 25[40]
- immeuble au no 27[41]
- immeuble au no 28[42]
- immeuble au no 29[43]
- immeuble au no 30[44]
- immeuble au no 31[45]
- immeuble au no 32[46]
- immeuble au no 33[47]
- immeuble au no 34[48]
- immeuble au no 35[49]
- immeuble au no 36[50]
- immeuble au no 37[51]
- immeuble au no 38[52]
- immeuble au no 39[53]
- immeuble au no 41[54]
- immeuble au no 43[55]
- immeuble au no 45[56]
- immeuble au no 47[57]

### Patrimoine mondial
En décembre 1983, la place est, au même titre que la place Stanislas et que la place d'Alliance, classée sur la liste du patrimoine mondial de l'UNESCO. L'inscription, rendue officielle lors de la septième session ordinaire de l'UNESCO, a été retenue pour les critères (i) : « chef-d'œuvre du génie créateur humain » et (iv) : « exemple éminent d'un type de construction ou d'ensemble architectural ou technologique ou de paysage illustrant une ou des périodes significative(s) de l'histoire humaine ».

Quelques bâtiments remarquables de la place
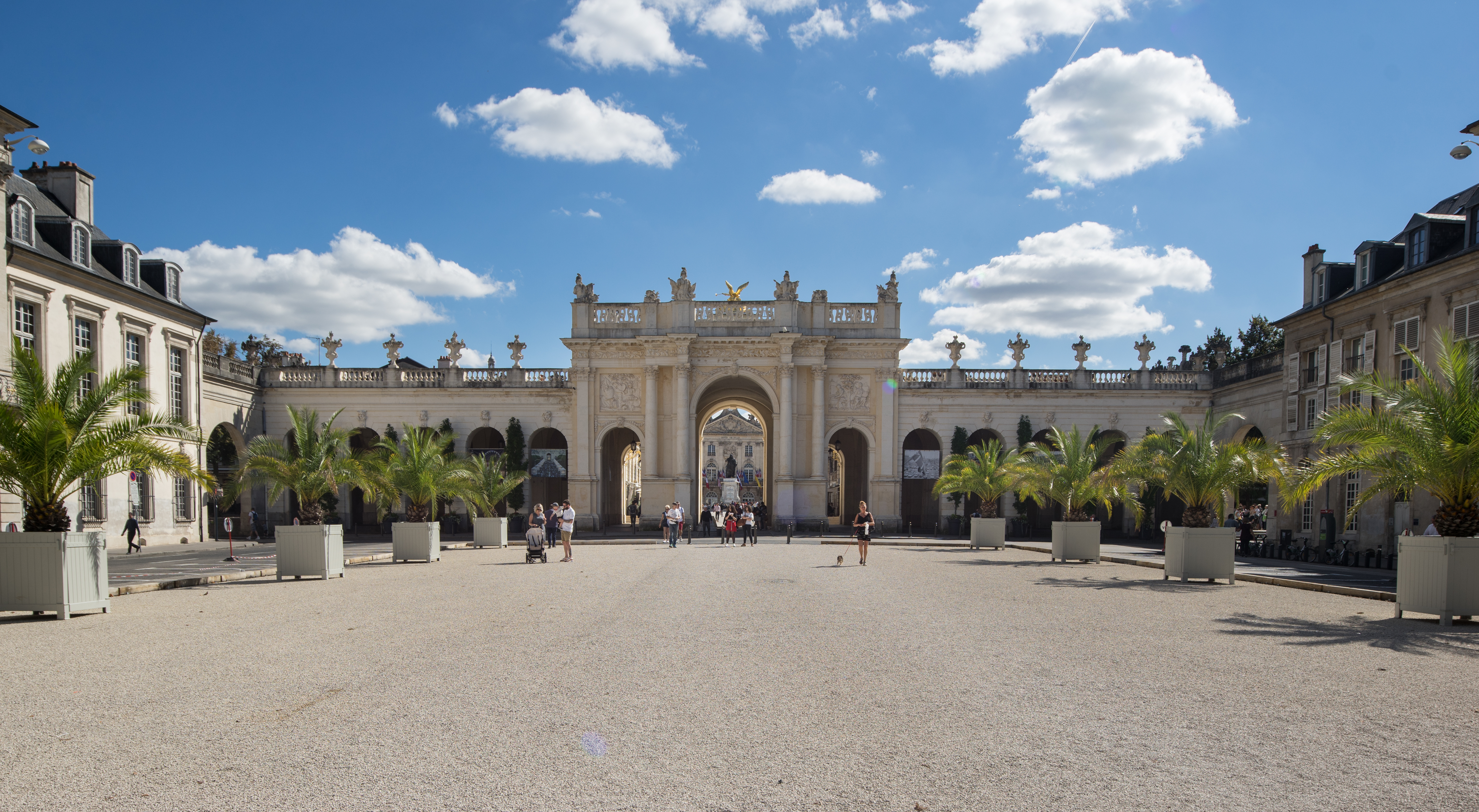
L'Arc Héré et sa galerie depuis la place.
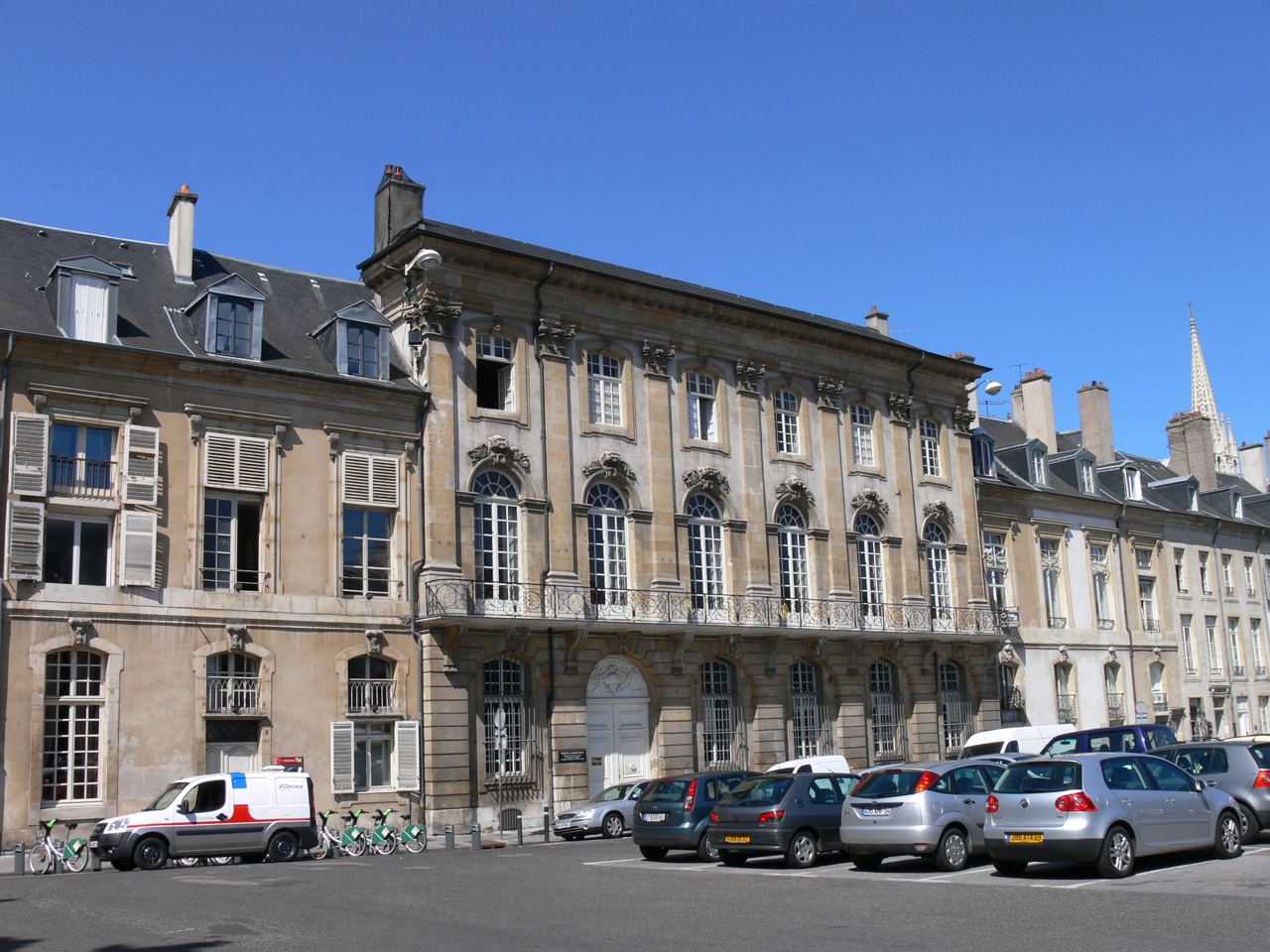
L'ancienne bourse des marchands.
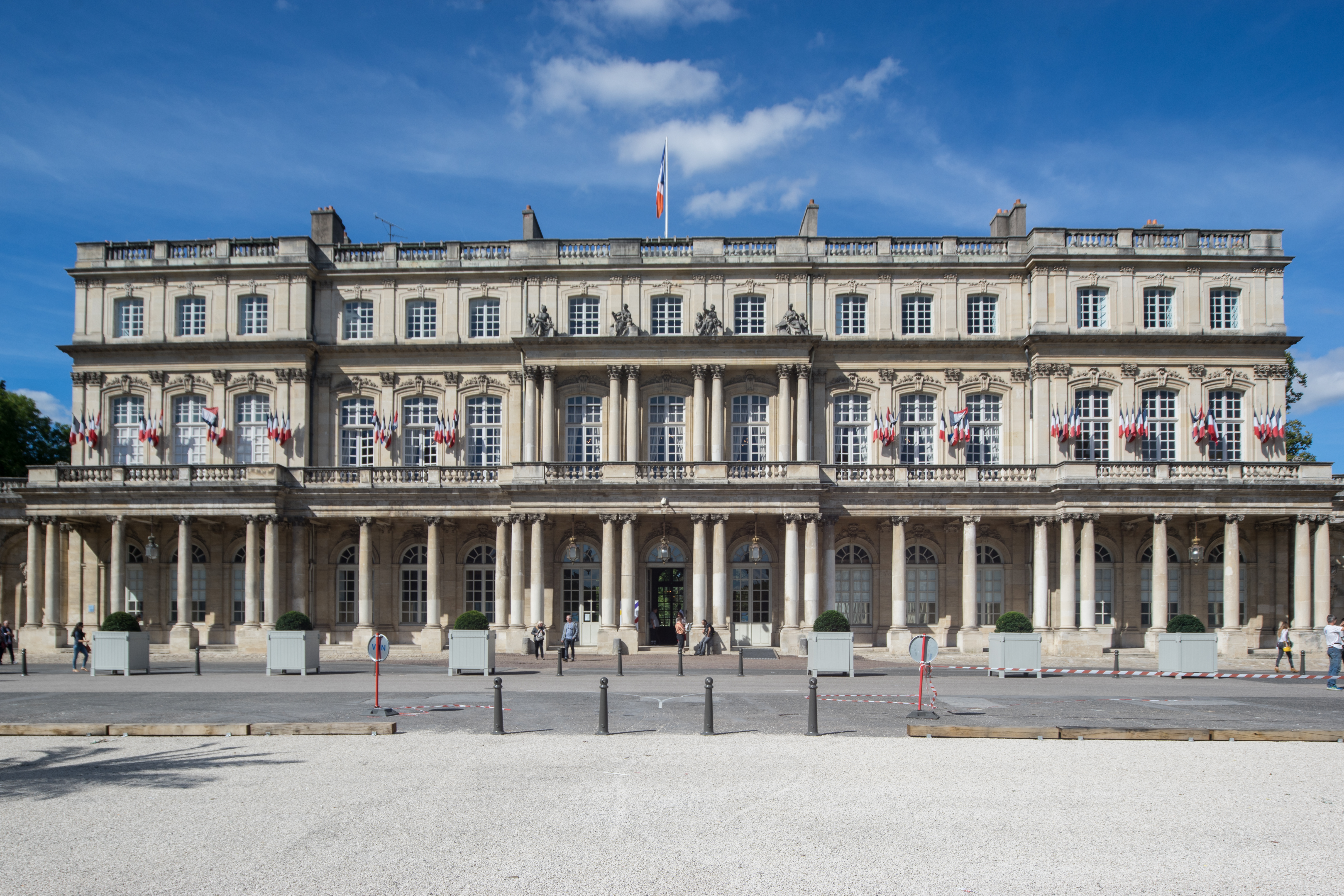
Le palais du gouvernement de Nancy.
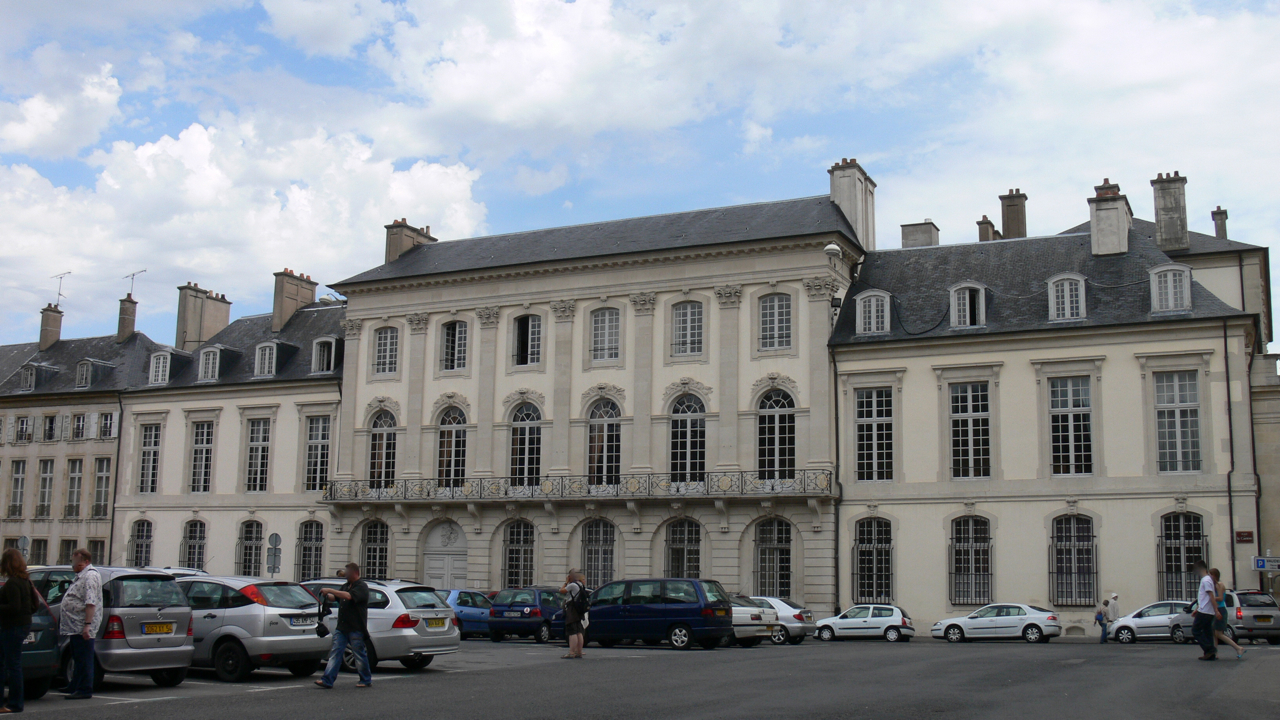
L'hôtel de Beauvau-Craon.
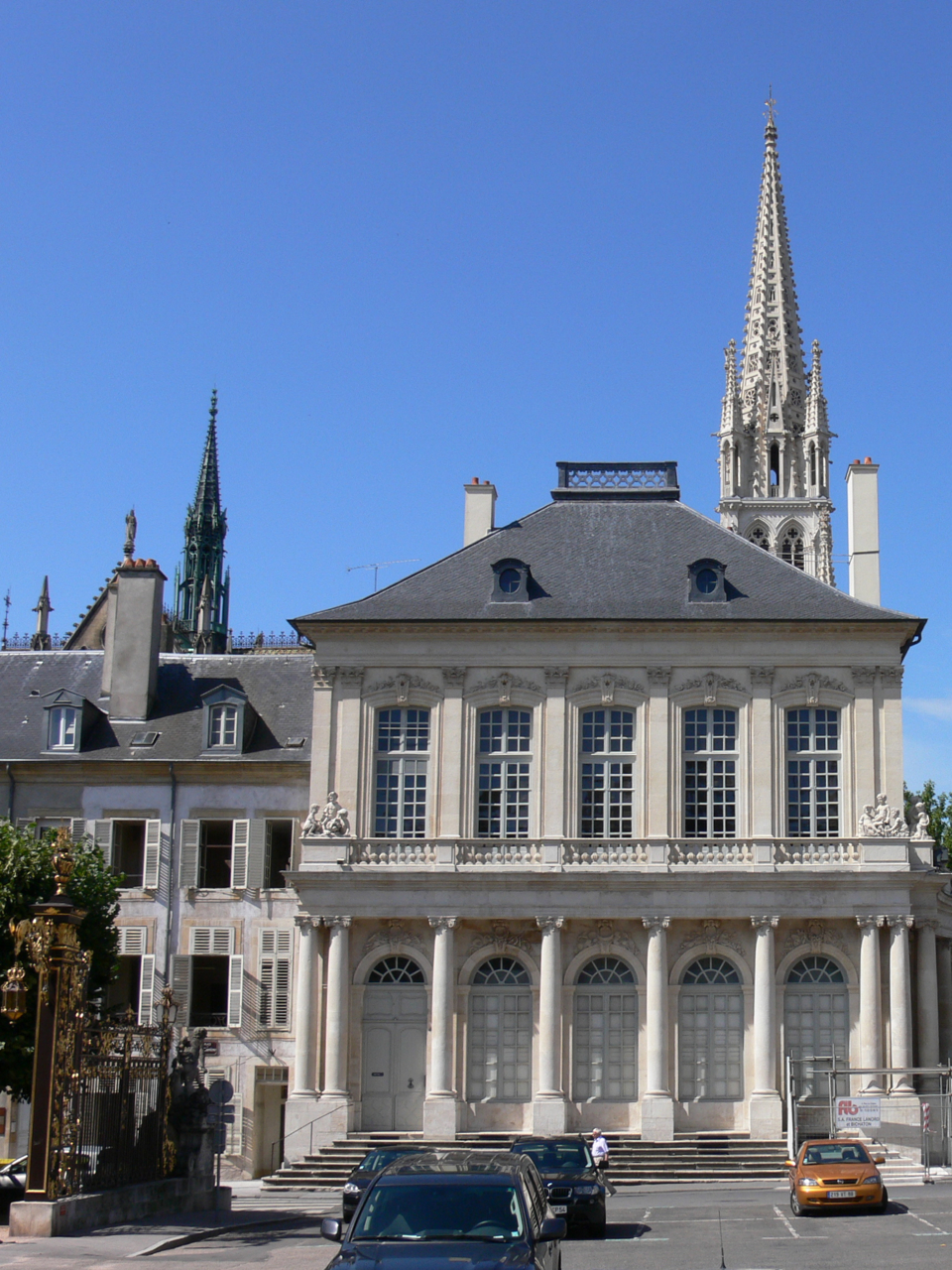
Le pavillon Héré.
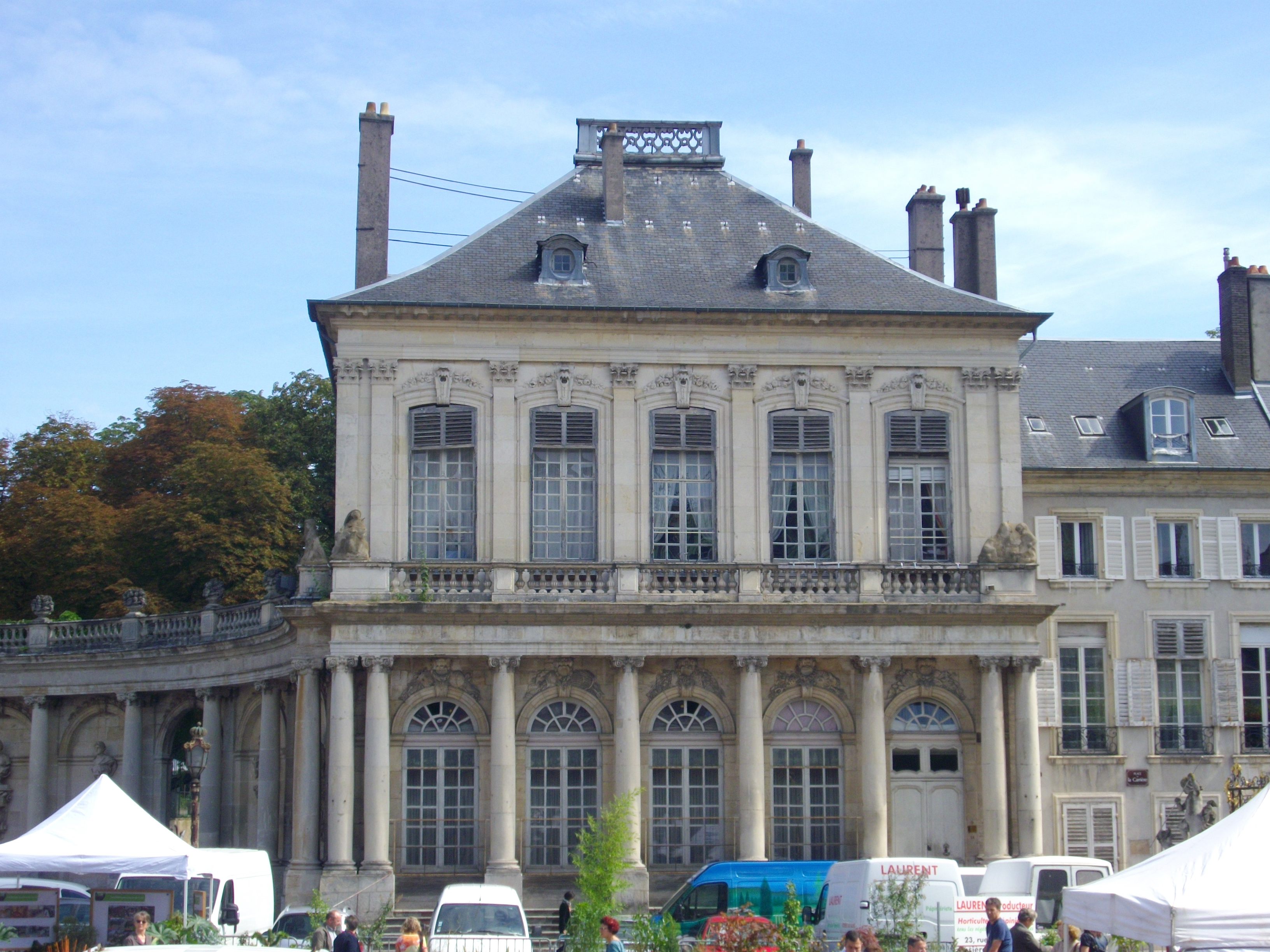
L'hôtel de Morvilliers, pendant est du pavillon Héré.

## Manifestations

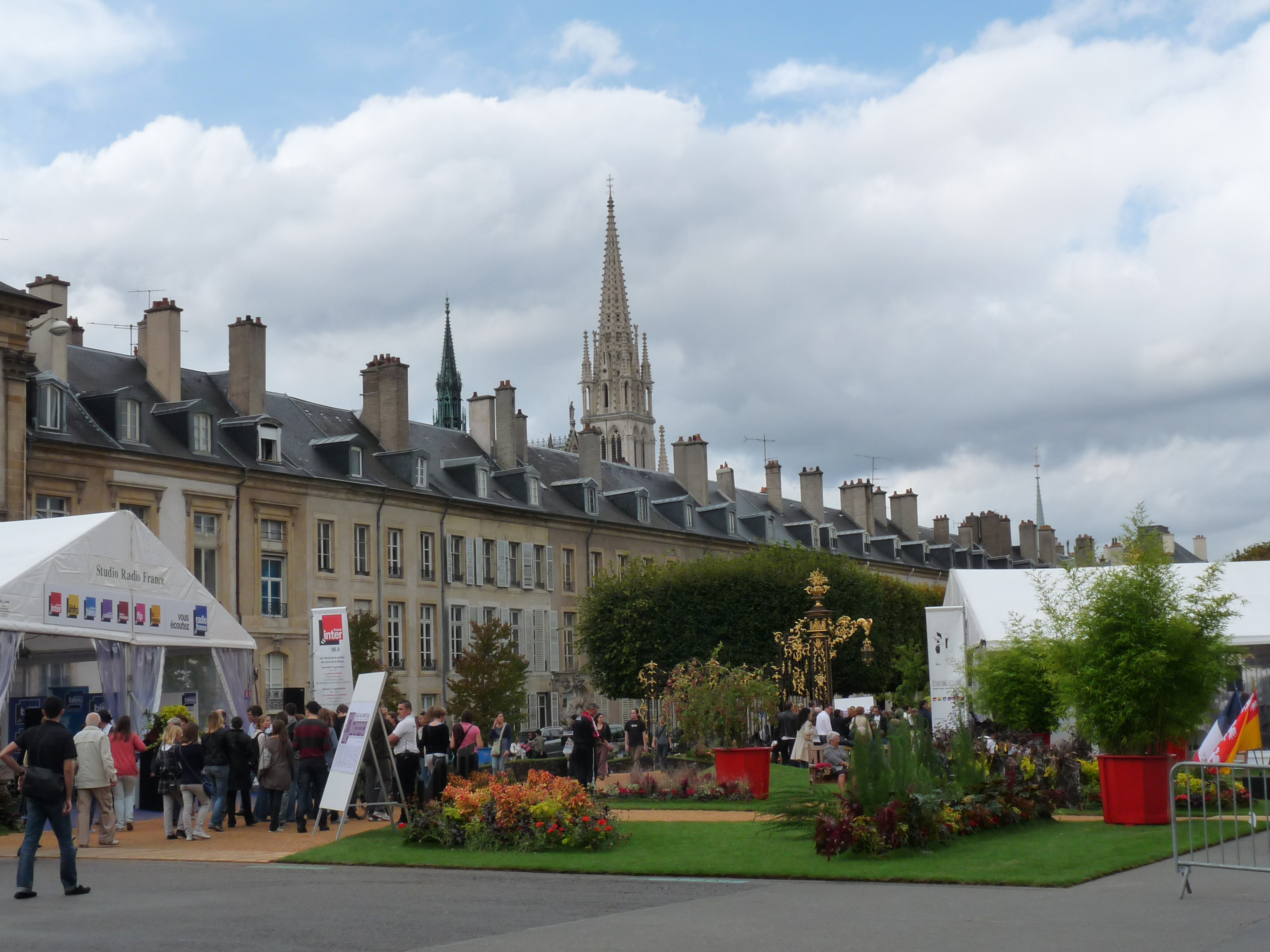
Salon du livre en 2011.

Depuis 2004 s'y tient le salon du livre de Nancy, le Livre sur la place, qui était organisé auparavant sur la place Stanislas.
Tous les deux ans s'y déroulent les 24h de Stan, une manifestation étudiante de course de chars qui réunit 35 écoles supérieures de l'université de Lorraine ; elle se déroule sur 24 h durant un week-end du mois de mai.